# حسین بوزالقانلی
حسین مشهدی جعفرقولو اوغلو قولی‌یئف بوزالقانلی، معروف به عاشیق حسین بوزالقانلی (۱۲۳۸–۲۲ آبان ۱۳۲۰) از استادان بنام شعر تجنیس است. او متولد روستای بوزالقانلی در جنوب شهر تووز در جمهوری آذربایجان است. از ۱۲ سالگی نوشتن شعر را آغاز کرد و در ۱۶ سالگی به تنهایی مجالس عاشقی را اداره می‌کرد.

## اشعار چاپ شده
- کوراوغلو - ۱۹۳۶
- دمیرچی اوغلو - ۱۹۳۷
- کوراوغلونون ووروشماسی - ۱۹۳۷
- باغداد سفری - ۱۹۳۷